# Ramon le Mexicain
Pour plus de détails, voir Fiche technique et Distribution.
Ramon le Mexicain (Ramon il messicano) est un western spaghetti italien réalisé par  Maurizio Pradeaux, sorti en 1966.

## Synopsis
Deux clans sont en concurrence à Agua Prieta : les Morales et les Baxter. Au bord du fleuve, Esmeralda qui se baigne est brutalisée par Juan Morales. John et Slim Baxter le corrigent et finissent par le tuer. C'est le début d'une série de cruels accrochages.
Ainsi, le pistolero Ramòn Morales dit « Le Mexicain », vient au ranch de Reed, et ne trouvant pas Slim, tue le chef des Baxter pour venger la mort de Juan. Il enlève Esmeralda, se l'attribuant comme future épouse, alors qu'elle est déjà fiancée à Slim Baxter.
Entre-temps, le shérif a mis sur la tête de Slim une récompense de 500 $ pour le meurtre d'un Morales. Slim, sur le conseil de son père, s'est réfugié dans les montagnes du Peñón avec son groupe. C'est un vieil ami, Joselito, qui informe Slim de ce qui est arrivé à son père et à Esmeralda. Baxter défie Ramon mais sort du duel blessé gravement. Esmeralda, encore amoureuse, promet à la Madonne de se donner à Ramòn si Slim échappe à la mort.
Une fois guéri, Slim tue deux hommes de Morales dans une embuscade. Survient alors Kelton Towers, un pistolero qui veut récupérer la prime de 1000 $ mise sur un autre Baxter, Jack Karson. Kelton se rapproche des Baxter et négocie avec Slim l'abandon de sa recherche contre des armes et de l'argent. Il l'avertit aussi du passage de la frontière de trois charriots chargés de fusils pour les Morales, ce qui annonce un durcissement du conflit entre les deux clans.
Slim fait exploser l'un des charriots, plein de poudre et de Winchesters, puis rejoint sa famille. Tandis que John raccompagne Slim, la vengeance de Ramòn éclate : ses hommes massacrent tous les yankees du ranch des Baxter, y compris la domestique, Patty, alors qu'elle assistait la vieille matriarche, morte de frayeur. John Baxter découvre le massacre et s'en va demander justice auprès du shérif. Mais avant qu'il ait fini d'expliquer, Ramòn tue John à bout portant.
Le jour des noces de Ramòn avec Esmeralda, tout le clan Morales est en fête : mais le révérend qui arrive avec la diligence sur la place du pays est en fait Slim Baxter, jusque là disparu dans les montagnes, et qui s'est entrainé au tir pour préparer sa vengeance contre les Morales. Esmeralda se jette aux pieds de son ancien amoureux, qui tue implacablement quatre personnes, dont Ramòn. Le shérif intervient juste à temps pour sauver la vie de Slim en tuant Kelton, qui aspirait à prendre le contrôle des deux clans après la disparition des chefs.

## Fiche technique
- Titre : Ramon le Mexicain
- Titre original italien : Ramon il messicano
- Genre : western spaghetti
- Réalisateur : Maurizio Pradeaux
- Scénariste : Maurizio Pradeaux
- Production : Marino Carpano, pour Magic Films
- Photographie : Oberdan Troiani
- Montage : Enzo Alabiso
- Effets spéciaux : Eugenio Ascani
- Musique : Felice Di Stefano
- Décors : Claudio Giambanco
- Costumes : Sergio Selli
- Maquillage : Gloria Granati, Lucia La Porta
- Pays :  Italie
- Année de sortie : 1966
- Durée : 93 minutes
- Distribution en Italie : Indipendenti Regionali

## Distribution
- Claudio Undari (sous le pseudo de Robert Hundar) : Ramòn Morales
- Wilma Lindamar : Esmeralda
- Jean Louis : Slim Baxter
- Aldo Berti : Jack Karson
- José Torres : Lucas
- Ferruccio Viotti (sous le pseudo de Thomas Clay) : John Baxter
- Omero Gargano : Manuel
- Mario Dardanelli (sous le pseudo de Mario Darnell) : Francisco
- Giovanna Lenzi : Patty
- Nino Musco : Pedro
- Renato Trottolo : Joselito
- Alfredo Zammi : le joueur de cartes
- Antonio Basile : Juan Morales
- Claudio Biava : Kelton
- Ugo Sasso (sous le pseudo de Hugo Harden) : Reed Baxter
- Laura Nucci : Mme Baxter
- Lino Ranieri (sous le pseudo de Honil Ranieri)
- Gualtiero Rispoli
- Franco Bracardi : un contrebandier qui conduit un charriot
- Luigi Barbini : un homme des Baxter